# The Premiere
The Premiere (no Brasil: A Estreia) é um filme estadunidense produzido pela Nickelodeon Movies. Esse é o sétimo filme da série The Naked Brothers Band. Estreou nos EUA em 11 de Abril de 2009, trazendo cerca de aproximadamente 3 milhões de espectadores à TV estadunidense e em 10 de Outubro de 2009 no Brasil. Tem como protagonistas os irmãos Nathaniel Marvin Wolff (Nat Wolff) e Alexander Drapper Wolff (Alex Wolff), e como co-protagonistas Qassim Middleton, David Julian Levi e Thomas James Batuello. O filme conta com a participação especial de Victoria Justice. 

## Sinopse
A banda vai estar no tapete vermelho na estréia seu novo filme. Também, é preciso tomar uma grande decisão: se a banda deseja manter sua nova baixista Kristina ou ter Rosalina de volta. Além disso, as coisas dão errado quando Nat tenta encontrar uma data para a estréia.